# Milutin Vidosavljević
Milutin Vidosavljević (in serbo Милутин Видосављевић?; Belgrado, 21 febbraio 2001) è un calciatore serbo, attaccante del Radnički Kragujevac.

## Caratteristiche tecniche
È un'ala destra.

## Carriera

### Club
Cresciuto nel settore giovanile del Čukarički, ha esordito in prima squadra il 24 settembre 2017 disputando l'incontro di Superliga vinto 2-0 contro il Borac Čačak.

### Nazionale
Dopo aver militato nelle nazionali minori serbe, nel maggio 2025 viene convocato per la prima volta in nazionale maggiore in vista delle sfide di giugno.

## Statistiche

### Presenze e reti nei club
Statistiche aggiornate al 14 marzo 2020.
| Stagione        | Squadra         | Campionato      | Campionato | Campionato | Coppe nazionali | Coppe nazionali | Coppe nazionali | Coppe continentali | Coppe continentali | Coppe continentali | Altre coppe | Altre coppe | Altre coppe | Totale | Totale | Totale |
| Stagione        | Squadra         | Comp            | Pres       | Reti       | Comp            | Pres            | Reti            | Comp               | Pres               | Reti               | Comp        | Pres        | Reti        | Pres   | Reti   |        |
| --------------- | --------------- | --------------- | ---------- | ---------- | --------------- | --------------- | --------------- | ------------------ | ------------------ | ------------------ | ----------- | ----------- | ----------- | ------ | ------ | ------ |
| 2017-2018       | Čukarički       | SL              | 2          | 0          | CS              | 0               | 0               | -                  | -                  | -                  | -           | -           | -           | 2      | 0      |        |
| 2018-2019       | Čukarički       | SL              | 10         | 1          | CS              | 1               | 1               | -                  | -                  | -                  | -           | -           | -           | 11     | 2      |        |
| 2019-2020       | Čukarički       | SL              | 20         | 2          | CS              | 1               | 0               | UEL                | 3                  | 0                  | -           | -           | -           | 24     | 2      |        |
| Totale carriera | Totale carriera | Totale carriera | 32         | 3          |                 | 2               | 1               |                    | 3                  | 0                  |             | -           | -           | 38     | 4      |        |